# Grün-Weiß Hochspeyer
Der DJK Sportverein Grün-Weiß Hochspeyer e.V. war ein Mehrspartensportverein aus dem pfälzischen Hochspeyer.  Von 1973 bis 1975 spielte der Verein im Fußball in der 1. Amateurliga Südwest.

## Geschichte
Der Urverein wurde regulär 1908 als katholischer Jungmännerverein gegründet. Innerhalb dieses Vereines entstand eine Fußballmannschaft, die sich 1917 dem Verband der DJK anschloss und regelmäßig Fußball spielte. Wurde zunächst im sogenannten Brückental gespielt, so konnte später von der Forstverwaltung ein Gelände im Springental gepachtet werden. Als dieser Pachtvertrag auslief, wurde ein Gelände am noch heute bestehenden Standort an der Kirchstraße erworben. Dieses war damals noch halb Steinbruch, halb Wald. Durch Eigenleistungen wurde ein Spielfeld von 100 × 60 m angelegt. 1933 wurde im Zuge der nationalsozialistischen Machtergreifung auch die Sportvereinigung DJK aufgelöst und damit zunächst auch der Hochspeyerer Verein.
Nach dem Kriegsende bestanden in der waldreichen Region zunächst andere Prioritäten, als Sport zu treiben. Erst Anfang der 1950er Jahre bestand bei der katholischen Jugend in der Kolpingsfamilie Hochspeyer wieder der Wunsch, aktiv Sport zu treiben. So kam es am 15. Februar 1954  im Gasthof Pfälzer Wald zur Wiedergründung des nunmehr so benannten DJK Grün-Weiss Hochspeyer als Rechtsnachfolger des 1933 aufgelösten DJK Hochspeyer. Im Juli 1955 erfolgte das erste Freundschaftsspiel, womit Grün-Weiß sich nun erstmals der Öffentlichkeit vorstellte. Nach einem Hinweis des DJK-Dachverbandes schloss sich der Verein wenig später dem Südwestdeutschen Fußballverband als Mitglied an. Daraufhin kam es zu einer großen Anzahl an Neuanmeldungen, die dazu führten, dass mit mehreren Jugendmannschaften und zwei Herrenteams am Spielbetrieb teilgenommen werden konnte. Neben der Erstellung von Flutlichtanlage und einer Turnhalle ging es auch sportlich bei Grün-Weiß aufwärts. Die 1. Herrenmannschaft stieg von der C-Klasse bis in die Amateurliga Südwest auf, der damals höchsten Amateurklasse im DFB-Bereich. In der ersten Saison 1973/74 belegte der Neuling den 4. Platz. In der Folgesaison 1974/75 stieg man jedoch schon wieder als Tabellenletzter ab.
Aus Nachwuchsmangel spielen zuletzt für Grün-Weiß nur noch zwei Herrenmannschaften. Der Verein war Mitglied des 2014 gegründeten JFV Leinbach, der in allen Nachwuchsaltersklassen Mannschaften im Spielbetrieb hatte. Weitere Mitglieder des Jugendfördervereins waren zu dieser Zeit der Nachbar TuS Hochspeyer sowie die Vereine aus Fischbach, Frankenstein, Mölschbach, Waldleinigen und Weidenthal.
Am 25. Mai 2018 wurde die Verschmelzung der beiden Sportvereine TuS 1882 Hochspeyer e. V. und des DJK Sportverein Grün-Weiß Hochspeyer e. V. zur Sport Gemeinschaft 2018 Hochspeyer e. V. (Kurzform: SG 2018 Hochspeyer e. V.) mit großer Mehrheit beschlossen. Der gemeinsame neue Verein ist per Satzung verpflichtet, die Traditionen der Vorgänger fortzuführen.